# Bluff Limbo
Albums de µ-Ziq
Tango N' Vectif
(1993) In Pine Effect
(1995)
Bluff Limbo est le deuxième album de µ-Ziq, le premier solo de Michael Paradinas après le départ de son comparse bassiste Francis Naughton. Il est publié pour la première fois en 1994 sur Rephlex.

## Développement
Assemblé à partir d'enregistrements menés en 1993, Bluff Limbo paraît une première fois en 1994, dans une édition limitée à 1 000 exemplaires. Ce n'est qu'après que Michael Paradinas en appelle à la loi qu'il obtient la ressortie du disque, cette fois en illimité. Cette seconde publication n'a lieu qu'en 1996, soit quatre ans après la composition des titres. Paradinas n'hésite pas à déplorer l'inefficacité du label Rephlex, qu'il juge seul responsable de ces complications, et regrette la faible promotion dont profite le disque. Une nouvelle réédition a lieu en 2004, toujours sur Rephlex. 
Le style musical de Bluff Limbo alterne entre expérimentations breakbeat, IDM et ambient. Sur l'album figure deux versions successives du titre Sick Porter, la première étant créditée Francis Naughton.

## Réception
Signe de sa genèse compliquée et de sa faible diffusion, Bluff Limbo divise la critique. NME le classe 35e meilleur album de l'année 1994, tandis qu'AllMusic y voit un essai répétitif qui manie une « esthétique de la distorsion devenue un cliché » du label. L’agrégateur de critiques Sputnikmusic le cantonne quant à lui à une note moyenne de 2,7/5.

## Liste des morceaux
| CD1   | CD1                 | CD1              | CD1   | CD1 | CD1 | CD1 | CD1 | CD1 | CD1 |
| No    | Titre               | Piste sur le LP1 | Durée |     |     |     |     |     |     |
| ----- | ------------------- | ---------------- | ----- | --- | --- | --- | --- | --- | --- |
| 1.    | Hector's House      | A1               | 4:26  |     |     |     |     |     |     |
| 2.    | Commemorative Pasta | A2               | 4:37  |     |     |     |     |     |     |
| 3.    | Gob Bots            | A3               | 4:50  |     |     |     |     |     |     |
| 4.    | The Wheel           | A4               | 6:15  |     |     |     |     |     |     |
| 5.    | 27                  | A5               | 1:18  |     |     |     |     |     |     |
| 6.    | Metal Thing #3      | B1               | 5:51  |     |     |     |     |     |     |
| 7.    | Twangle Frent       | B2               | 7:06  |     |     |     |     |     |     |
| 8.    | Make It Funky       | B3               | 4:38  |     |     |     |     |     |     |
| 9.    | Zombies             | B4               | 5:17  |     |     |     |     |     |     |
| 44:18 |                     |                  |       |     |     |     |     |     |     |

| CD2   | CD2                                    | CD2              | CD2   | CD2 | CD2 | CD2 | CD2 | CD2 | CD2 |
| No    | Titre                                  | Piste sur le LP2 | Durée |     |     |     |     |     |     |
| ----- | -------------------------------------- | ---------------- | ----- | --- | --- | --- | --- | --- | --- |
| 1.    | Riostand                               | C1               | 6:18  |     |     |     |     |     |     |
| 2.    | Organic Tomato Yoghurt                 | C2               | 3:58  |     |     |     |     |     |     |
| 3.    | Sick Porter (Francis Naughton version) | C3               | 5:15  |     |     |     |     |     |     |
| 4.    | Sick Porter                            | C4               | 7:38  |     |     |     |     |     |     |
| 5.    | Dance 2                                | D1               | 5:46  |     |     |     |     |     |     |
| 6.    | Nettle + Pralines                      | D2               | 6:29  |     |     |     |     |     |     |
| 7.    | Ethereal Murmurings                    | D3               | 10:20 |     |     |     |     |     |     |
| 45:44 |                                        |                  |       |     |     |     |     |     |     |